# ماونتباتن
مونتباتن هو اسم عائلة يرجع جذوره كفرع من العائلة الأميرية الألمانية باتنبرغ. في 14 تموز/يوليو عام 1917 تبنى أفراد عائلة باتنبرغ المقيمة في المملكة المتحدة الاسم خلال الحرب العالمية الأولى بسب بتزايد المشاعر المعادية لألمانيا بين الجمهور البريطاني. وذلك قبل ثلاثة أيام فقط من تغيير اسم العائلة المالكة البريطانية إلى وندسور.
اعتمد لويس أمير باتنبرغ لقب مونتباتن، ذلك جاء بعد أن رفض الترجمة البديلة للاسم وهي "Battenhill" أو باتنهيل أي تل باتن وهي تحمل نفس معني الاسم الحالي لكن باللغة الإنجليزية في حين الترجمة المتعمدة بالفرنسية.
الاسم هو أنجلزة مباشرة من الاسم الألماني باتنبرغ، وهي بلدة صغيرة في هسن. مُنح لقب كونت باتنبرغ، الذي أصبح فيما بعد أمير باتنبرغ، لفرع مورغاني من بيت هسن-دارمشتات، وهو نفسه فرع صغير من سلالة هسن العريقة، في منتصف القرن التاسع عشر.
تضم العائلة الآن مركيز ميلفورد هافن (وماركيز كاريسبروك سابقًا)، بالإضافة إلى إيرل مونتباتن في بورما. تبنى الأمير فيليب من اليونان والدنمارك، قرين الملكة إليزابيث الثانية، لقب مونتباتن من عائلة والدته في عام 1947، على الرغم من أنه عضو في عائلة شليسفيغ هولشتاين سوندربورغ جلوكسبورغ من النسب الأبوي. أصبحت السيدة لويزا مونتباتن ملكة السويد بعد زواجها من غوستاف السادس أدولف من السويد.

## الأصول
عائلة مونتباتن هي فرع من عائلة باتنبرغ الألمانية. كانت عائلة باتنبرغ فرعًا مورغانيًا لعائلة هسن-دارمشتات، حكام دوقية هسن الكبرى في ألمانيا. كانت يوليا هوكه هي أول عضو في عائلة باتنبرغ، حيث رقاها صهرها الدوق الأكبر لويس الثالث إلى كونتيسة باتنبرغ بأسلوب المخاطبة صاحب السمو اللامع في عام 1851، بمناسبة زواجها المورغاني من شقيقه ألكسندر أمير هسن والراين. رقيت يوليا في لقبها إلى أميرة باتنبرغ بـ أسلوب المخاطبة السمو الأميري (HSH) في عام 1858.
أصبح اثنان من أبناء إسكندر وجوليا،هنري ولويس، مرتبطين بالعائلة الملكية البريطانية؛ بحيث تزوج الأمير هنري من الأميرة بياتريس الابنة الصغرى للملكة فيكتوريا، في حين تزوج الأمير لويس من حفيدة فيكتوريا الأميرة فيكتوريا من هسن والراين، وأصبح رئيس أركان البحرية في البحرية الملكية، وبسبب المشاعر المعادية لألمانيا التي كانت سائدة في بريطانيا خلال الحرب العالمية الأولى، تخلى الأمير لويس وأبناؤه وأبناء أخيه (أبناء الأمير هنري الأحياء) عن ألقابهم الألمانية وغيروا اسمهم إلى ماونتباتن. (رفضوا الترجمة البديلة «باتنهيل».) عوض ابن عمهم جورج الخامس الأمراء بنبلاء بريطانيين. أصبح الأمير لويس مركيز ميلفورد هافن الأول، بينما أصبح الأمير ألكسندر، الابن الأكبر للأمير هنري، مركيز كاريسبروك الأول.